# Skibsgravene i Gausel
Skibgravene i Gausel er navnet på tre skibsgrave som ligger på højderyggen nord for Husaberget, Gausel i Stavanger.
Da lokale gårdejere i 1860 fjernede tre større gravhøje på omkring 13-15 meter i diameter blev der kun fundet en jernøkse og et hestekranium. Ved de arkæologiske undersøgelser af Gausel i 1997–2000 blev resterne af højene genfundet og undersøgt. I den midterste af de tre høje viste det sig at næsten hele graven fortsat var bevaret, selv om selve højen over var fjernet. Dette er overraskende siden det har været et intensivt jordbrug her i over 150 år. To af gravene havde mange fund, men graven lige øst for de to andre var totalt ødelagt af behandlingen i 1860 og en nyere tids vandledning som var gravet tværs gennem graven.
Alle de udgravede grave i Gausel var antaget som fjernet og tabt før arkæologerne begyndte at grave her.

## Den midterste skibsgrav
Den midterste gravhaugen indeholdt en mand gravlagt i en 10 meter lang båd i midten af 800-tallet e.Kr. Iført sit fineste tøj var den døde lagt i et firkantet gravkammer i midten af båden. Ingen spor var tilbage efter den døde, bortset fra at dele af det tøj, som havde båret, der var rustet fast til de mange genstande i gravet. Træet i båden var rådnet op og båden sunket sammen efter de mange århundreder i jorden, men bådens størrelse og form kunne tydelig afgøres ud fra rækkerne med klinknagler. Med sig i graven havde den døde fuld våbenudrustning som markerede hans krigerstatus og rang. På hans højre side lå et tveægget sværd og et skjold, på hans venstre side lå et lidt kortere enægget sværd sammen med et pilekogger med 12 pile.
Det antages at der også må have vært en bue med i graven sammen med pilene, men en træbue er nok hurtigt gået til, og der er ikke fundet nogen rester af en sådan.
Ved den dødes venstre fod lå grovredskaber i form af en økse, en hammer, en stor smedetang, et segl, samt en blæsebælg. I en bylt eller et skrin ved hans venstre skulder lå værktøj til finere arbejde – en lille tang, smeltedigler med stativ, en mejsel, fil, syl, en krumkniv og en lille kniv, et skebor og en pladesaks. Det var vigtigt at sende de døde afsted med alle de redskaber de kunne få brug for i efterlivet. Man kan derfor antage at manden i graven har drevet både med smedning og træarbejde, samt smeltning af bronze og eventuelt også ædelmetaller som sølv og guld til støbning og finsmedearbejd. Han havde også fået en hest med sig i døden, i form af selve hestehovedet og to sæt seletøj, – et enkelt af jern og et fin sæt med bronzeringer og læderremme dekoreret med tin- og sølvknapper. Det at det var yderligere tre skjolde i graven, er noget som er sjældent og normalt indikerer meget høj status. Det antages derfor, at den døde har været høvding i Gausel og i nær familie med Gauseldronningen.

### Graven længst mod vest
I nabohøjen mod vest var der en tilsvarende skibsgrav fra samme tid, hvor en anden mand var begravet med tilsvarende våbensæt med to sværd, økse, to skjolde og meget udstyr og sandsynligvis også hest. Denne grav var imidlertid så ødelagt at det var vanskeligt at få noget fuldstændigt billede af den.

## Andre fund i området
I tillæg til de tre skibsgrave der blev fundet, er der blevet identificeret flere andre graver i området. Blandt andet blev der fundet en skibsgrav fra vikingetiden, som indehold resterne af en mindre båd på 6-7 meters længde, samt fragmenter fra to skjoldbuler, som indikerer, at denne person også har været en mand. Der er blevet påvist yderligere tre ældre grave ved arkæologiske undersøgelser. Den ene var en kvindegrav fra vikingetiden, som var blevet gravlagt i det, som ligner resterne fra en mur i et ældre hus fra folkevandringstiden. Der blev også fundet to meget ødelagt grave fra første del af jernalderen.
Omkring år 1900 skal der have eksisteret 22 gravhøje i Gausel, og de fleste af disse var senere fjernet og anset som tabt, da de arkæologiske udgravninger begyndte i 1997. Arkæologerne viste at det alligevel var muligt at finde mange af gravene igen, samt at der fandtes et stort røsefelt med omkring 100 røser i den fredede skov, Gausel naturreservat. Mange af røserne er sandsynligvis gravrøser, men andre blot er rydningsrøser. Røsefeltet er sandsynligvis fra den ældste del af jernalderen, der var en periode med en mere beskeden gravskik, end den som fandtes i vikingetiden.